# ヴァス (イタリア)
ヴァス（伊: Vas）は、イタリア共和国ヴェネト州ベッルーノ県セッテヴィッレに属する分離集落（フラツィオーネ）。
かつては独立したコムーネであったが、2013年12月28日にクエーロと合併して新自治体クエーロ・ヴァスの一部となった。2024年1月22日にクエーロ・ヴァスはアラーノ・ディ・ピアーヴェと合併して新自治体セッテヴィッレの一部となった。

## 地理

### 位置・広がり

#### 隣接コムーネ
コムーネとしてのヴァスは、以下のコムーネと隣接していた。括弧内のTVはトレヴィーゾ県所属を示す。
- フェルトレ
- レンティアーイ
- クエーロ
- セグジーノ (TV)
- ヴァルドッビアーデネ (TV)